# Macintosh LC 580
De Macintosh LC 580 is een personal computer die ontworpen, gefabriceerd en verkocht werd op de onderwijsmarkt door Apple Computer van april 1995 tot mei 1996. De consumentenversies werden alleen buiten de Verenigde Staten aangeboden als de Performa 580CD en 588CD.
De LC 580 is net als de LC 575 opgebouwd rond een 68LC040-processor met een kloksnelheid van 33 MHz. In plaats van een moederbord te gebruiken dat gebaseerd is op de LC 475/Quadra 605 zoals de LC 575, gebruikt de 580 het grotere moederbord van de Performa 630. Dit zorgde voor lagere prijzen maar ook voor lagere prestaties. De LC 580 had IDE-schijven in plaats van SCSI-schijven en het videogeheugen bestond uit 1 MB DRAM op het moederbord gesoldeerd. Ook het Trinitron-beeldscherm van de 575 verdween en werd vervangen door een goedkopere beeldbuis. Een voordeel van deze wijziging was dan weer de mogelijkheid om dezelfde video- en tv-kaarten te gebruiken die ontworpen waren voor de Performa 630.
De LC 580 en LC 630 DOS Compatible, die tegelijkertijd werden geïntroduceerd, waren de laatste Macintosh-desktopsystemen die een processor uit de Motorola 68000-serie gebruikten. Zijn vervanger, de Power Macintosh 5200 LC, is voorzien van een PowerPC-processor. Apple bood ook een upgrade aan voor de 580 in de vorm van een PowerPC Macintosh Processor Upgrade.

## Modellen
Beschikbaar vanaf 3 april 1995:
- Macintosh LC 580:[1] 8 MB RAM en 500 MB harde schijf (uitsluitend voor Amerikaanse onderwijsinstellingen)

Beschikbaar vanaf 13 april 1995:
- Macintosh Performa 588CD:[2] consumentenversie van de LC 580 voor de Europese en Aziatische markt

Beschikbaar vanaf 1 mei 1995:
- Macintosh Performa 580CD:[3] consumentenversie van de LC 580 voor de Canadese, Aziatische, Australische en Nieuw-Zeelandse markt

## Specificaties
- Processor: Motorola 68LC040, 33 MHz
- FPU : geen
- Systeembus snelheid: 33 MHz
- ROM-grootte: 1 MB
- Databus: 32 bit
- RAM-type: 80 ns 72-pin SIMM
- Standaard RAM-geheugen: 8 MB
  - Uitbreidbaar tot maximaal 52 MB[a]
  - RAM-sleuven: 2
- Standaard video-geheugen: 1 MB DRAM[b]
  - Uitbreidbaar tot maximaal 1 MB DRAM
- Standaard diskettestation: 3,5-inch, 1,44 MB (manuele ingave)
- Standaard harde schijf: 500 MB (IDE)
- Standaard optische schijf: ingebouwde Apple CD 300+ cd-romspeler (SCSI)[c]
- Uitbreidingssleuven: PDS, comm, video
- Type batterij: 4,5 volt Alkaline
- Beeldscherm: 14-inch (35,5 cm) CRT-kleurenscherm
- Uitgangen:
  - 1 ADB-poort (mini-DIN-4) voor toetsenbord en muis
  - 1 SCSI-poort (DB-25)
  - 2 seriële poorten (mini-DIN-8) voor een printer en (mini-DIN-9)[d] voor een modem
  - 1 audio-uit (3,5 mm jackplug)
  - 1 audio-in (3,5 mm jackplug)
  - 1 hoofdtelefoon (3,5 mm jackplug)
- Ondersteunde systeemversies: 7.1.2P t/m 8.1
- Afmetingen: 45,5 cm x 34,4 cm x 42,0 cm (h×b×d)
- Gewicht: 18,4 kg

Uit productie: 1984: Macintosh 128K, Macintosh 512K · 1985: Macintosh XL · 1986: Macintosh Plus · 1987: Macintosh II, Macintosh SE · 1988: Macintosh IIx · 1989: Macintosh SE/30, Macintosh IIcx, Macintosh IIci, Macintosh Portable · 1990: Macintosh IIfx, Macintosh Classic, Macintosh IIsi, Macintosh LC serie · 1991: Macintosh Quadra 700, Macintosh Quadra 900, Apple PowerBook · Macintosh Classic II · 1992: Macintosh IIvx, Macintosh Quadra 950, PowerBook Duo, Macintosh Performa serie · 1993: Macintosh Centris serie, Macintosh Color Classic, Macintosh TV · Apple Workgroup Server · 1994: Power Macintosh · 1997: Power Macintosh G3, PowerBook G3, Twentieth Anniversary Macintosh · 1998: iMac · 1999: iBook, Power Mac G4 · 2000: Power Mac G4 Cube · 2001: PowerBook G4 · 2002: eMac, iMac G4 · 2003: Xserve, Power Mac G5 · 2004: iMac G5 · 2005: Mac mini · 2006: MacBook · 2015: MacBook (Retina) · 2017: iMac Pro

Huidige modellen: MacBook Air, MacBook Pro, iMac, Mac mini, Mac Studio, Mac Pro